# Kieke
Kieke, Kiken oder Feuerkieke ist ein alter, speziell in Norddeutschland gebräuchlicher Begriff für ein tragbares Gerät zum Wärmen, besonders der Füße. Synonym wurde Feuerstube verwendet, verwandt mit nl. stoof und eng. stove – siehe Stövchen. In den Niederlanden ist der Begriff Lollepot üblich.

## Norddeutschland
Der Begriff Kieke ist vor allem in Norddeutschland gebräuchlich.
Eine Kieke hat eine Grundfläche von etwa 30 cm × 30 cm und ist ungefähr 20 cm hoch. Einfache Ausführungen bestehen aus Holz; aufwändigere Exemplare, oft von kunsthandwerklicher Qualität aus Buntmetallblech. Die Kieke bildet das Gehäuse für eine eingestellte Feuerschale aus Ton oder Blech, in der Holzkohle oder ein anderer Brennstoff glimmte. Als Abdeckung kann eine Stein- oder Marmor-Platte dienen, welche die Wärme speichert. Andere Ausführungen haben Löcher im Deckel, durch die erwärmte Luft nach oben strömt.
Ein unbekannter Autor des 18. Jahrhunderts bemerkte zur zeitgenössischen Verwendung dieses Gegenstandes:

„[…] Denn, weil unser so gar zärtlich gewöhntes Frauen-Zimmer zur Winters-Zeit ohne diß nicht in die Kirche gehen kan, ohne eine Feuer-Kieke unter sich zu nehmen, gleichwohl aber diese, wo nicht die zarten Füsse, dennoch ihre schönen Hemden, und netten Unter-Röcke bisweilen gantz erschrecklich daran verbrennen, und, ohne den Schaden zurechnen, offtermahlen einen gantz abscheulichen Geruch, auch wohl gar, welches alsdann noch das ärgste ist, unter den Leuten ein höhnisches Gelächter verursachen; […] und sich doch gleichwohlen auch schämet, die Feuer-Kieke selbst in der Hand mit sich zutragen.“

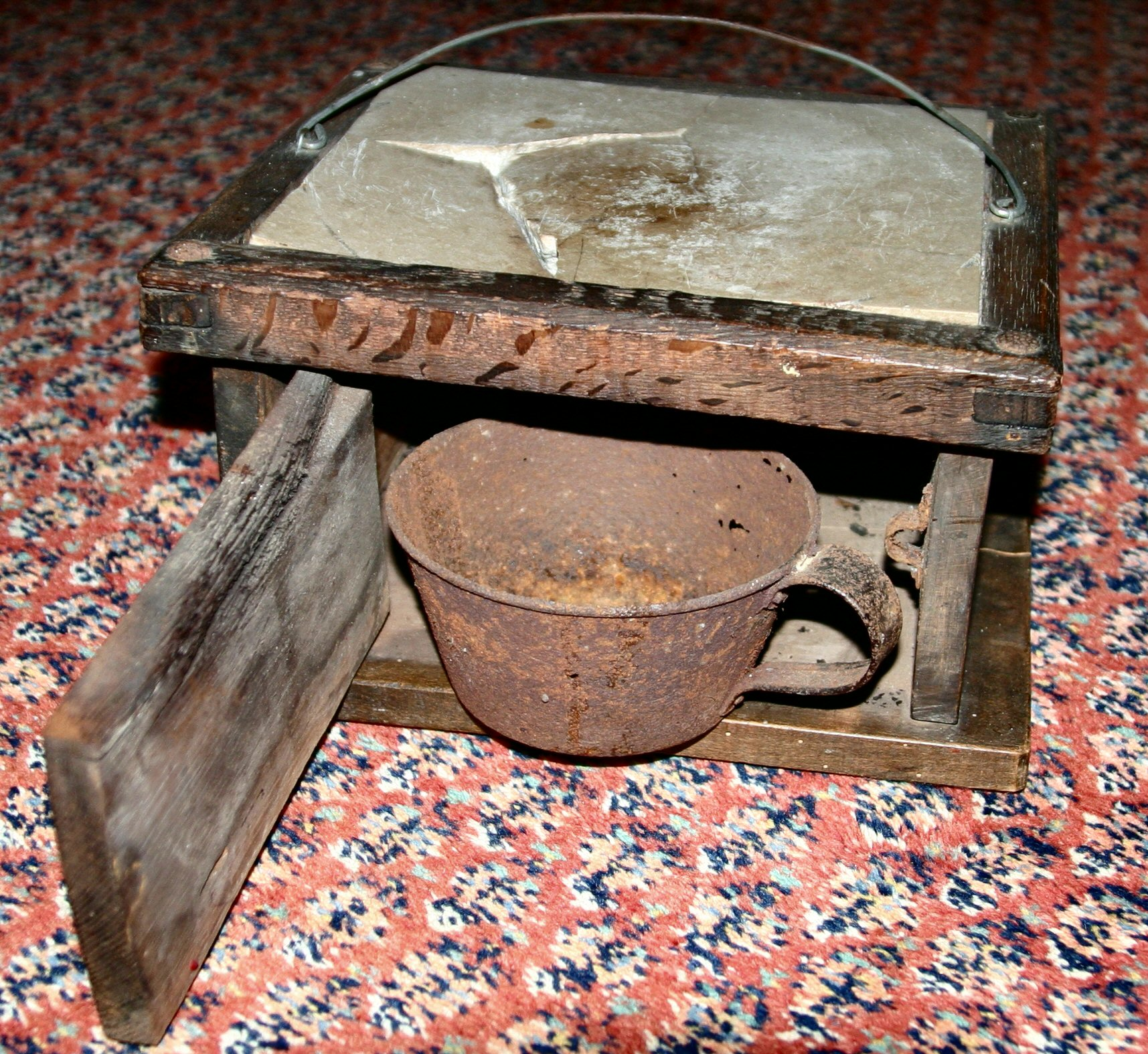
Alte Kieke aus Norddeutschland, Klappe geöffnet
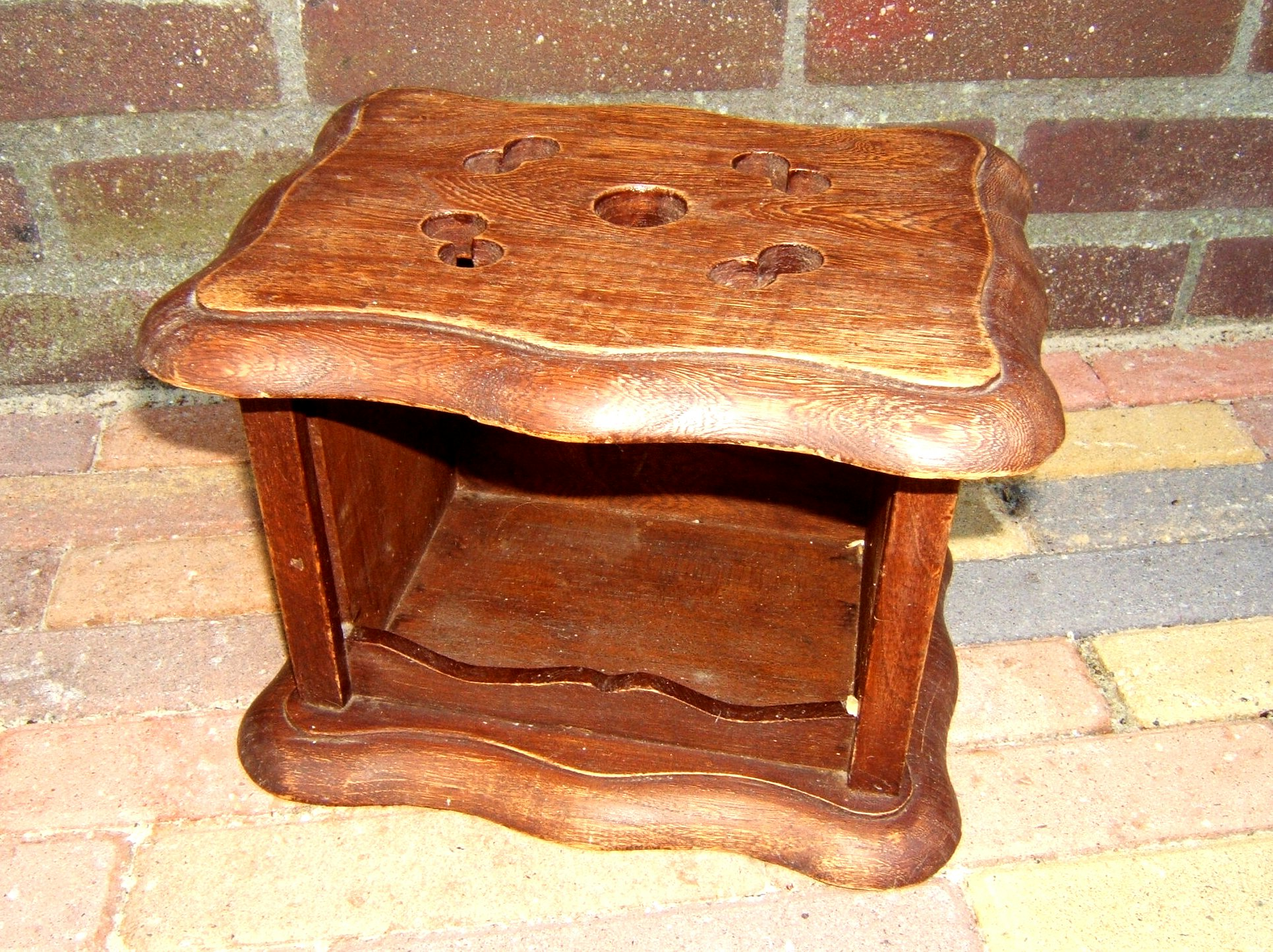
Holländische Kieke

## Niederlande: Lollepot

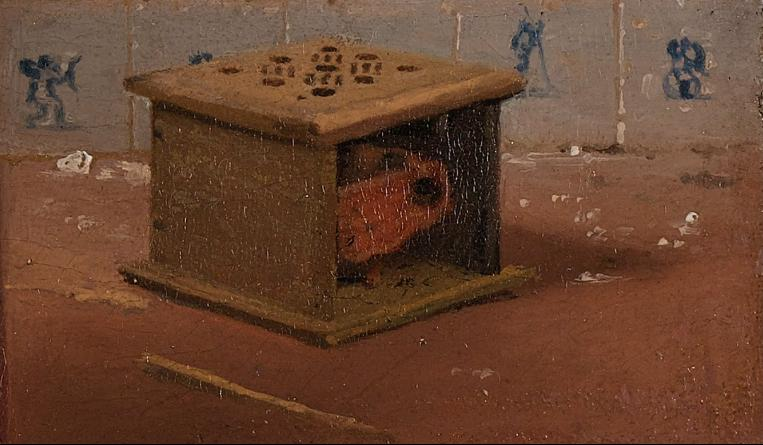
Jan Vermeer: Lollepot auf dem Gemälde Dienstmagd mit Milchkrug (1658–60) von Jan Vermeer

Der niederländische Begriff Lollepot [ˈlɔ.ləˌpɔt] bezeichnet einen kleinen Ofen, der im 17. und 18. Jahrhundert in den Niederlanden und flämischen Teilen des heutigen Belgien überwiegend von Frauen zum Wärmen der Beine benutzt wurde, indem man sich die Wärmequelle unter den Rock schob.  Dem Gerät wurde nachgesagt, es fördere das weibliche sexuelle Begehren, auch für andere Frauen. So wurde Lollepot auch zu einem Begriff für die weiblichen Genitalien und zu einem Synonym für Lesbe.

### Etymologie und Begriff
Das niederländische Wort Lollepot ist ein Kompositum. Grundwort ist pot (Topf), Bestimmungswort lollen. In Cornelis Kiliaans Wörterbuch von 1437 ist Lollepot bei den Verben lallen/lullen (lateinisch lallare, in den Schlaf singen) und lollen (Erwärmung der Oberschenkel mit einer Wärmequelle) aufgeführt. Ersteres steht in Verbindung mit lol (Spaß, Freude).
Der Lollepot war ein Mini-Ofen, der im 17. und 18. Jahrhundert in den heutigen Niederlanden und in Teilen des heutigen Belgien gebräuchlich war. Er diente dem Wärmen der Füße und Beine bis zu den Oberschenkeln. Frauen schoben den Lollepot vorsichtig unter den Rock, damit dieser nicht im Flammen aufging. Unfälle gab es dennoch. Er war sowohl in Wohnhäusern, etwa bei Handarbeitsabenden unter Frauen, als auch in Kirchen gebräuchlich.
Im Lollepot befand sich ein Behälter, in den man das Heizmaterial einfüllen konnte. Je nach finanzieller Situation wurden dafür Holz, Holzkohle, Kohle oder Torf verwendet. In der Arbeiterklasse waren Lollepots aus Stein gebräuchlich. Modelle aus Kupfer und Holz waren eigentlich Kunstobjekte und wurden von den Wohlhabenderen verwendet.
Nachgesagt wurde dem Lollepot, dass er außerdem das weibliche sexuelle Begehren, auch für andere Frauen, anstachle. So wurde Lollepot auch zu einem Begriff für die weiblichen Genitalien und die Lust unter Frauen, blieb aber uneindeutig. Lollepot oder nur Pot ist ein Synonym für Lesbe. In manchen Dialekten, zum Beispiel im westflämischen Kortrijk, wurde der Begriff auch für männliche Homosexuelle verwendet. Aufgrund der übertragenen Bedeutung entstanden bissige Lieder, Cartoons und Sprüche, die das Wort Lollepot verwendeten.

### Lollepot in der Bildenden Kunst

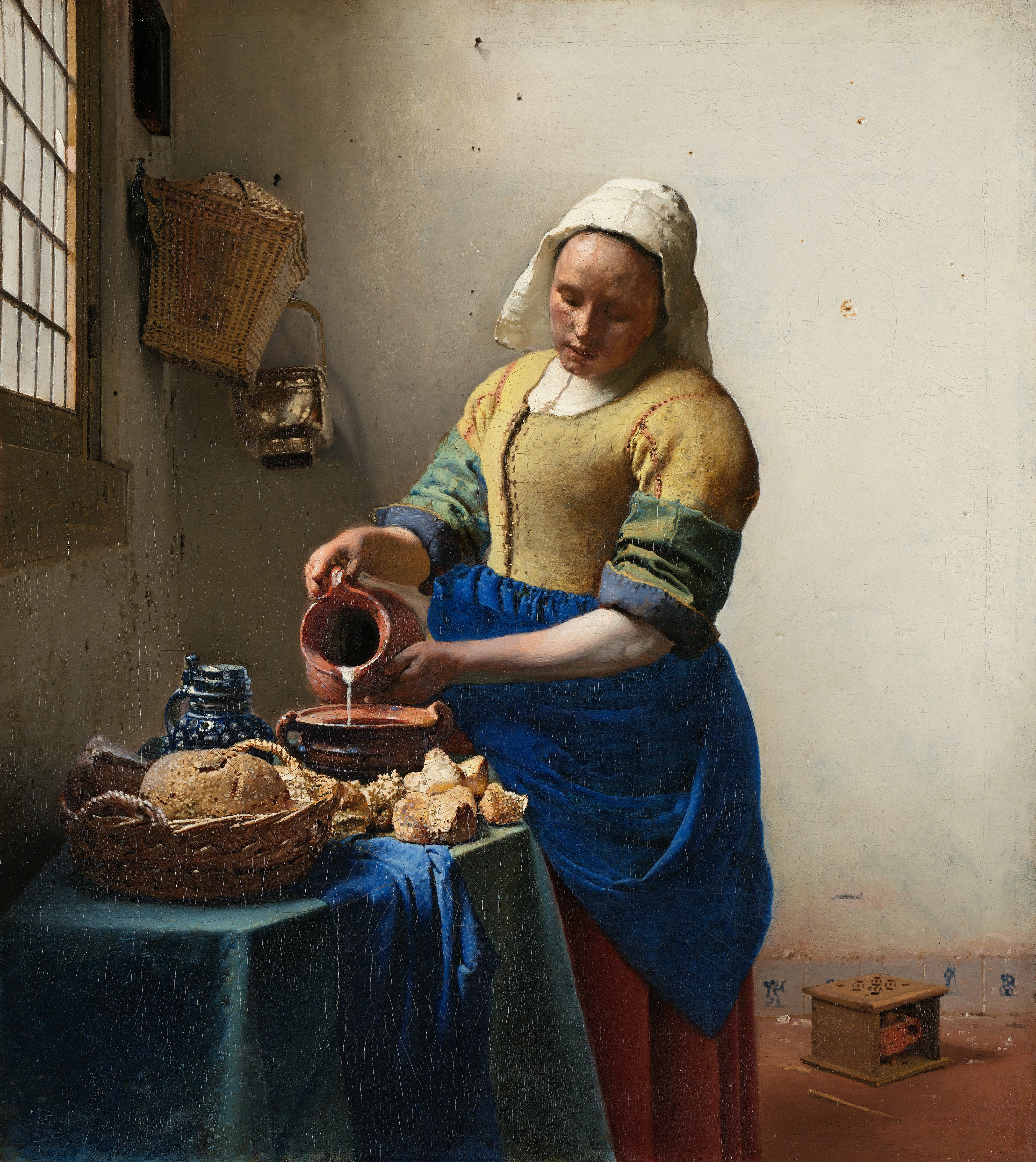
Jan Vermeer: Dienstmagd mit Milchkrug (1658–60)

Auf dem Gemälde Dienstmagd mit Milchkrug von Jan Vermeer ist rechts unten in der Ecke ein Lollepot zu sehen. Das Amsterdamer Rijksmuseum, in dem das Bild hängt, veranstaltete anlässlich der Pride Week 2021 eine Führung, in der die Verbindung des Objekts mit weiblicher Lust thematisiert wurde.
In dem ungewöhnlich kalten „langen Winter“ 1510/1511 veranlasste die Brüssler Stadtverwaltung das Aufstellen von mehr als hundert Schnee- und Eisskulpturen in den Straßen und auf öffentlichen Plätzen. Eine davon fand sich in der Nähe des größten Beginenhofs der Stadt, der „großer Beginenhof“ oder auch „Weinberg“ genannt wurde; der Platz war sehr belebt und befand sich am Stadttor, das in Richtung Laken lag. Die Skulpturen stellten eine Begine mit einem Lollepot und einen Wilden Mann dar, der grinsend nach dem Kohlebecken schielte. Einem Chronisten zufolge waren die Figuren als Warnung gegen ungezügelte Lust zu verstehen, was die übertragene Bedeutung von Lollepot nahelegt.
Auf zahlreichen weiteren Gemälden und Grafiken ist der Lollepot zu sehen:

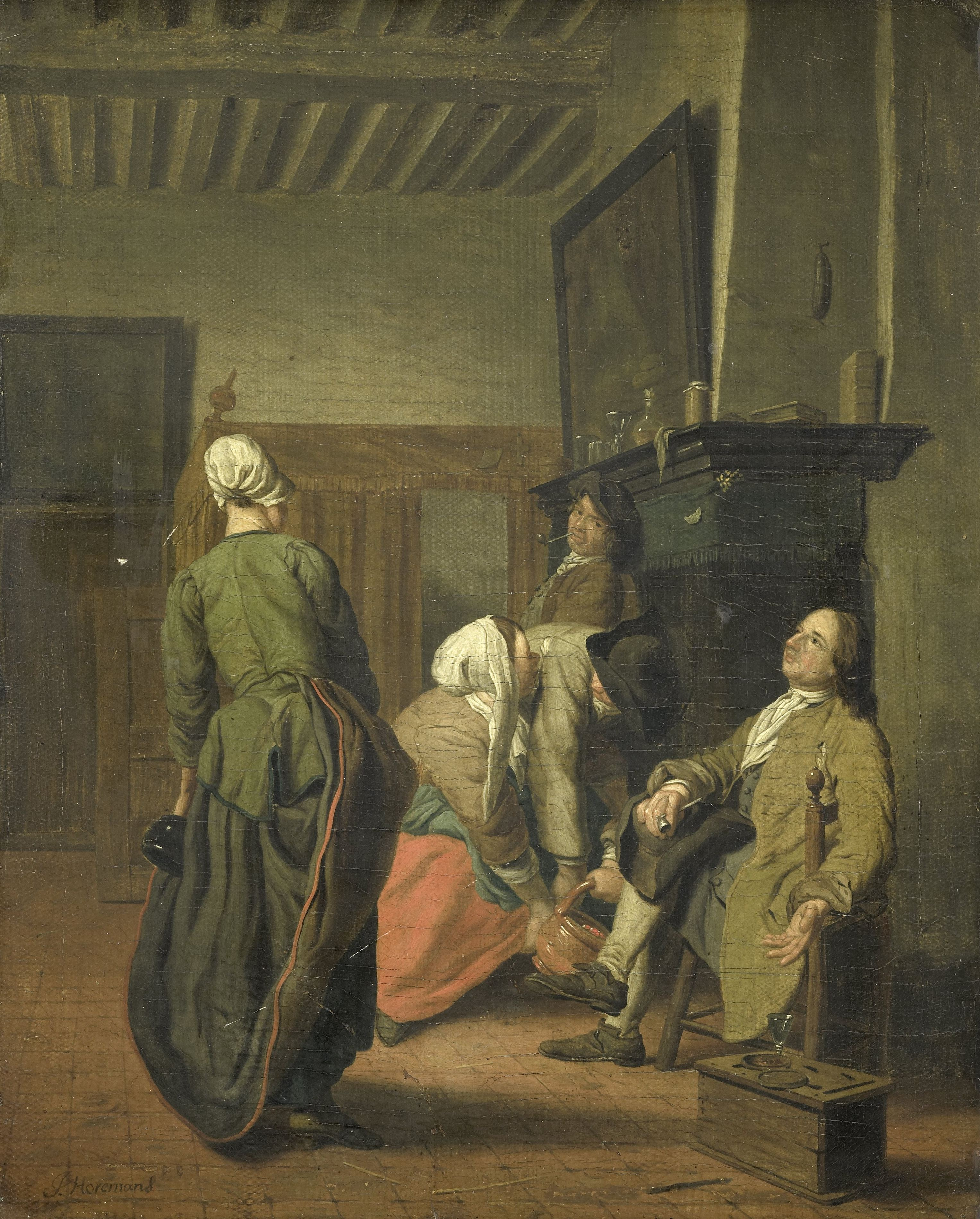
Fröhliche Gesellschaft von Jan Josef Horemans, 1740–1760
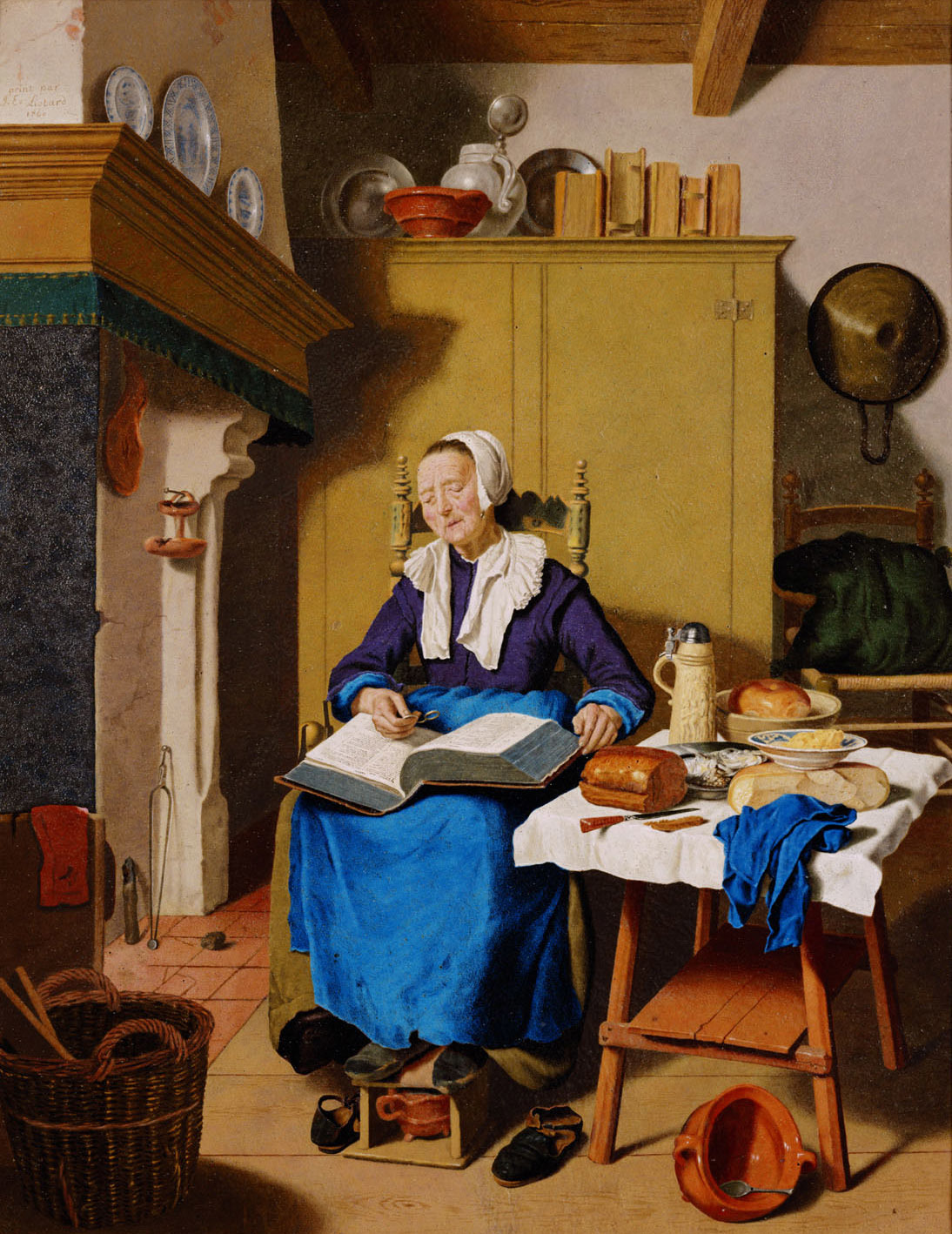
Alte Frau von Jean Etienne Liotard, 1760
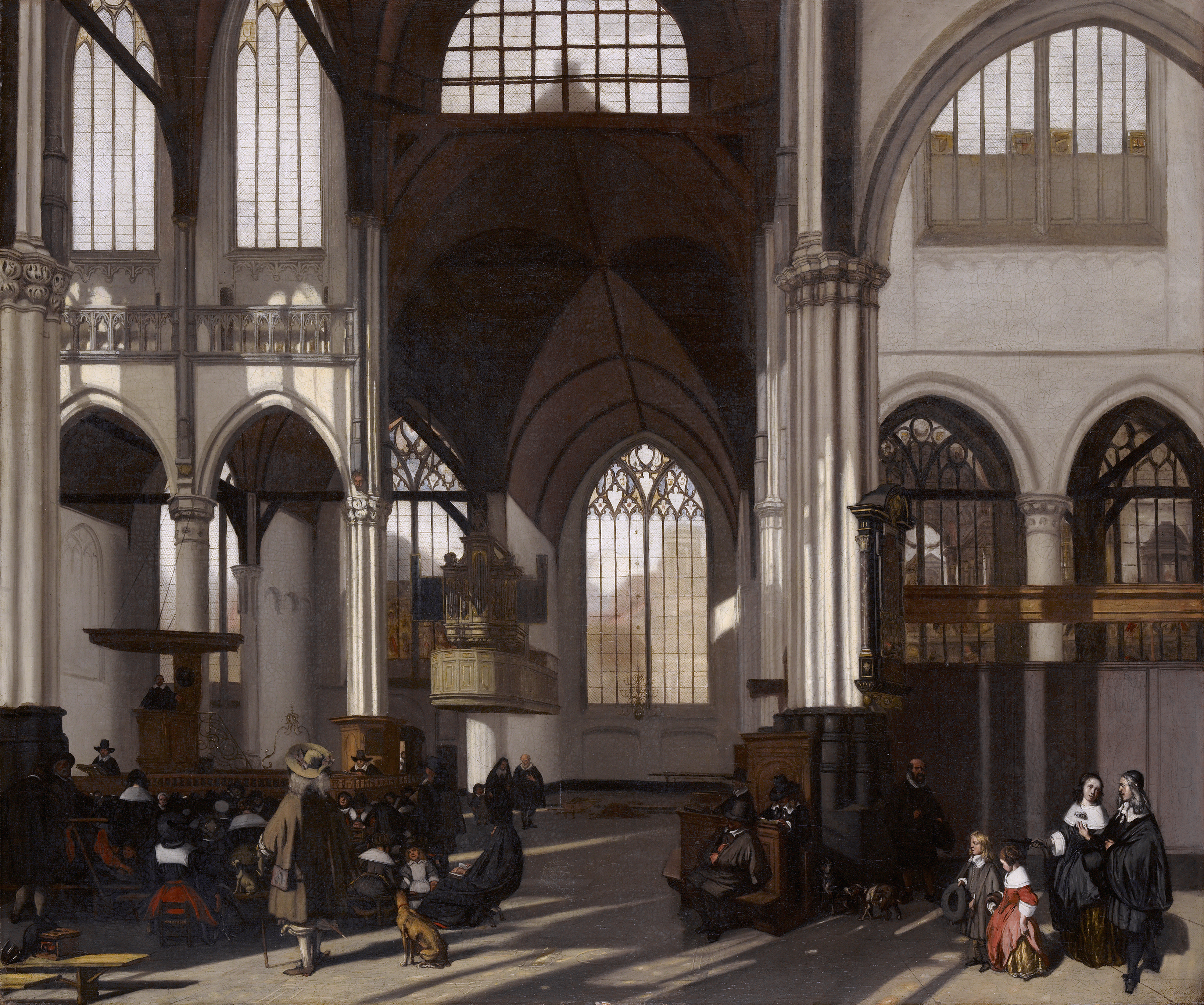
Interior of the Oude kerk in Amsterdam (south nave) von Emanuel de Witte, 1661, Lollepot unten links
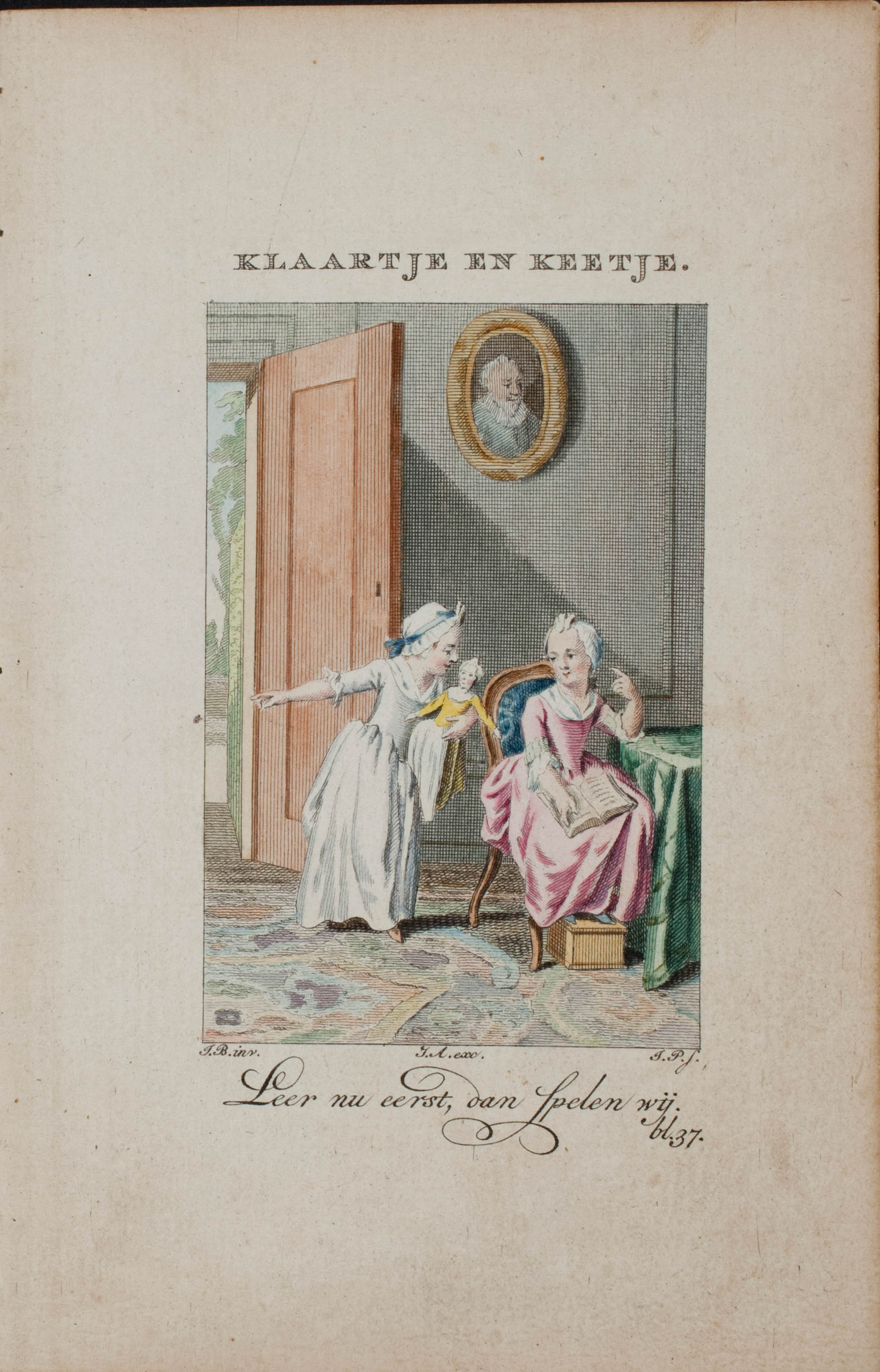
Aus Kleine Gedichte für Kinder von Hieronymus von Alphen, 1793, Utrecht

In den Kirchen St. Paul und St. Andreas in Antwerpen befinden sich in den Beichtstühlen Lollepots, obwohl zahlreiche Pastoren wegen ihrer Verbindung zur weiblichen Lust gegen sie waren.

### Würdigung
Die Lollepotstraat in Brüssel wurde 2008 von der Hörerschaft des FM Stadtradios Brüssel zur Straße mit dem schönsten Namen gewählt. An einer Außenwand in dieser Straße befindet sich seit dem PrideFestival 2015 das erste permanente LGTBQI-Kunstwerk in Europa.